# Bebida destilada

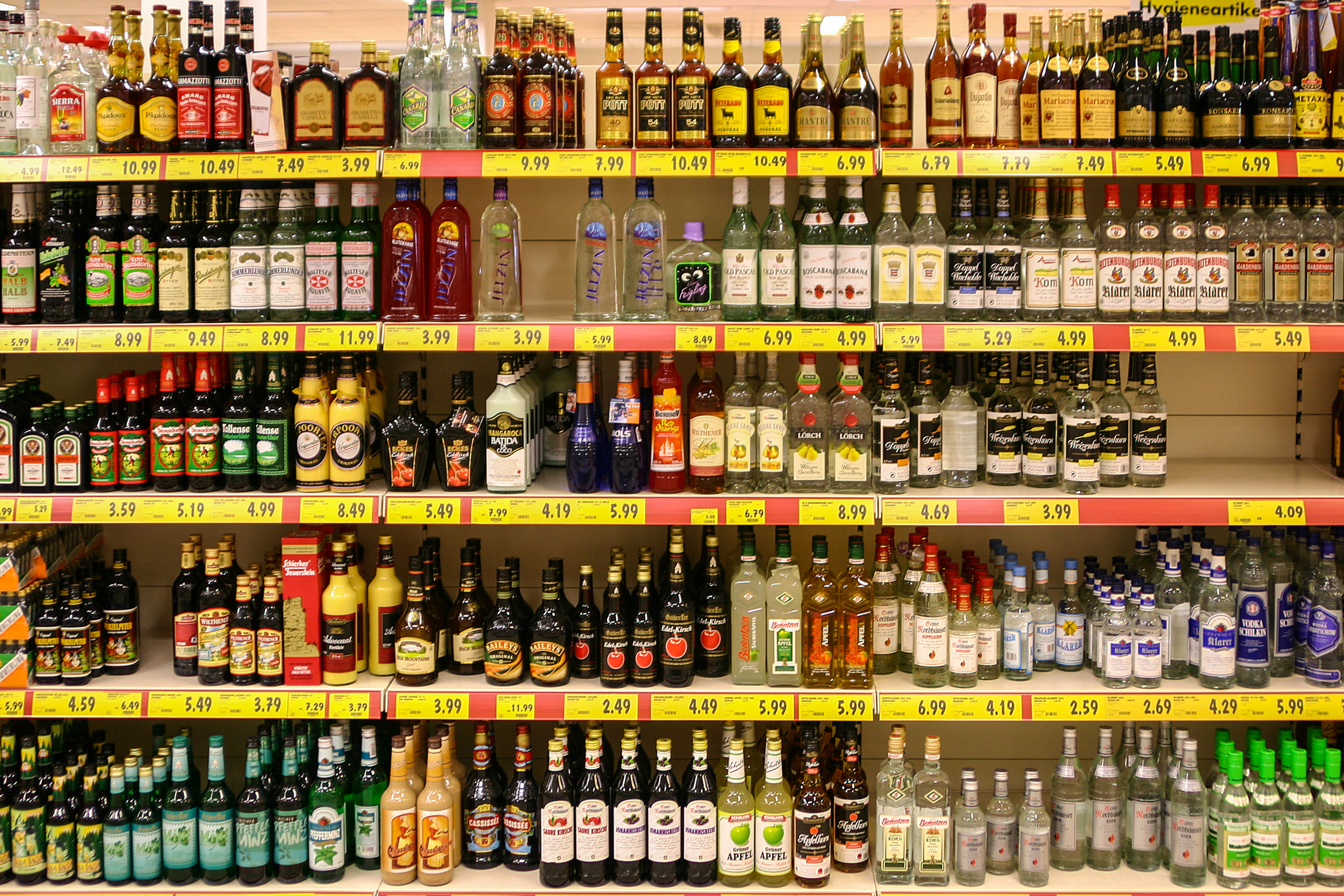
Uma prateleira numa loja com bebidas destiladas na Alemanha.

As bebidas destiladas são bebidas alcoólicas purificadas através do processo de destilação a partir de uma substância fermentada, como frutas, cereais e outras partes vegetais. Exemplos de bebidas destiladas incluem cachaça (ou aguardente), vodka, tequila, rum, whisky, licor, conhaque, gin, steinhäger e aguardentes em geral.
Bebidas destiladas são em geral fortes, contém um alto teor alcoólico.